# Prix littéraire Gazteluma
Le prix littéraire Gazteluma (qui signifie "jeune plume") est une bourse d'écriture pour les jeunes écrivains de Pays basque français écrivant en langue basque.
Il est décerné tous les deux ans par l'Institut culturel basque, la fondation Elkar et la librairie Elkar.
L'auteur reçoit une récompense de 3 000 euros.

## Le palmarès
- 2020 : Ene baitan bizi da, Maddi Ane Txoperena.
- 2018 : Girgileri anderea, Maialen Heguy-Lucu
- 2016 : Eta galtzen bagara, zer?, Egoitz Zelaia
- 2014 : Biribilgune, Katixa Dolhare-Zaldunbide
- 2012 : Jaun Martin, Peio Otalazt Jorajuria
- 2010 : Gizaki bakartiak, Béatrice Urruspil
- 2008 : le prix n'a pas été accordé
- 2006 : Goizeko zazpiak, Nora Arbelbide
- 2004 : Skyroom, Ramuntxo Etxeberri
- 2002 : Anbroxio, Eneko Bidegain

## Les œuvres récompensées
| Titre                    | auteur                    | Annee | Genre                |
| ------------------------ | ------------------------- | ----- | -------------------- |
| Girgileri anderea        | Maialen Heguy-Lucu        | 2018  | roman                |
| Eta galtzen bagara, zer? | Egoitz Zelaia             | 2016  | recueil de nouvelles |
| Biribilgune              | Katixa Dolhare-Zaldunbide | 2014  | roman                |
| Jaun Martin              | Otalazt                   | 2012  | roman                |
| Gizaki bakartiak         | Béatrice Urruspil         | 2010  | recueil de nouvelles |
| Goizeko zazpiak          | Nora Arbelbide            | 2006  | roman                |
| Skyroom                  | Ramuntxo Etxeberri        | 2004  | roman                |
| Anbroxio                 | Eneko Bidegain            | 2002  | roman                |